# 1980年の相撲
1980年の相撲（1980ねんのすもう）は、1980年の相撲関係のできごとについて述べる。

## アマチュア
- 秋本久雄（明徳中）が全国中学校相撲選手権大会を連覇し、史上初の二度目の中学生横綱となる。

## 大相撲

### できごと
- 1月、初場所千秋楽に当時の皇太子一家観戦。ニューヨーク公演正式中止。場所後の番付編成会議で増位山が大関に昇進。親子2代の大関は史上初めて。初土俵から99場所はスロー昇進記録。協会役員改選で理事長に春日野を4選。新理事に大鵬。巡業部副部長を2名とした。
- 2月、新国技館設立の話し合いが都庁で理事長、国鉄、東京都、墨田区、台東区の5者が出席して行われた。
- 3月、学生相撲出身の日本大学小谷が幕下付出。
- 4月、大山部屋土俵開き。安治川部屋独立。朝日山部屋落成。
- 5月、神幸が初土俵以来83場所で入幕。スロー出世記録。4日目、三段目獅子ヶ岩-若草戦で痛み分け。夏場所8日目、昭和天皇観戦。
- 6月、立合い研修会が教習所で行われた。アメリカ国籍の高見山が日本に帰化。
- 7月、新国技館について理事長記者会見。1983年着工、1984年末に完成、1985年1月より使用予定。設計は1981年6月ごろより。
- 9月、宮城野部屋が墨田区緑に落成。秋場所千秋楽、昭和天皇観戦。
- 11月、九州場所3日目、横綱三重ノ海引退、年寄山科襲名。15日後、武蔵川に名跡変更。佐ノ山審判（元小結國登）解任。酒に酔って審判を務めたため。
- 12月、鳴戸親方（元前頭9枚目大岩山）死去、61歳。両国移転本決まり。

### 本場所
- 一月場所（蔵前国技館・6日～20日）
幕内最高優勝 : 三重ノ海剛司（15戦全勝,3回目）
　殊勲賞-栃赤城、敢闘賞-琴風、金城、技能賞-増位山
十両優勝 : 大觥吉男（11勝4敗）
- 三月場所（大阪府立体育館・9日～23日）
幕内最高優勝 : 北の湖敏満（13勝2敗,18回目）
　殊勲賞-朝汐、敢闘賞-琴風、技能賞-千代の富士
十両優勝 : 大錦一徹（12勝3敗）
- 五月場所（蔵前国技館・11日～25日）
幕内最高優勝 : 北の湖敏満（14勝1敗,19回目）
　殊勲賞-琴風、朝汐、敢闘賞-栃光、舛田山
十両優勝 : 若島津六男（10勝5敗）
- 七月場所（愛知県体育館・6日～20日）
幕内最高優勝 : 北の湖敏満（15戦全勝,20回目）
　殊勲賞-朝汐、敢闘賞-栃赤城、隆の里、技能賞-千代の富士
十両優勝 : 高鐵山圭介（13勝2敗）
- 九月場所（蔵前国技館・14日～28日）
幕内最高優勝 : 若乃花幹士（14勝1敗,4回目）
　殊勲賞-隆の里、敢闘賞-青葉山、隆の里、技能賞-千代の富士
十両優勝 : 富士櫻栄守（12勝3敗）
- 十一月場所（九電記念体育館・9日～23日）
幕内最高優勝 : 輪島大士（14勝1敗,14回目）
　殊勲賞-隆の里、舛田山、敢闘賞-佐田の海、技能賞-千代の富士
十両優勝 : 大潮憲司（12勝3敗）
- 年間最優秀力士賞（年間最多勝）：北の湖敏満（77勝13敗）

## 誕生
- 3月9日 - 露鵬幸生（最高位：小結、所属：大鵬部屋→大嶽部屋）[1]
- 4月17日 - 大雷童太郎（現役力士、所属：高田川部屋）[2]
- 5月15日 - 高見藤英希（最高位：十両13枚目、所属：東関部屋）[3]
- 7月24日 - 四ツ車大八（最高位：十両8枚目、所属：伊勢ノ海部屋）[4]
- 8月26日 - 普天王水（最高位：小結、所属：出羽海部屋、年寄：稲川）[5]
- 9月27日 - 朝青龍明徳（第68代横綱、所属：若松部屋→高砂部屋）[6]

## 死去
- 4月16日 - 大雪嶺登（最高位：前頭3枚目、所属：宮城野部屋、* 1944年【昭和19年】）[7]
- 5月3日 - 因州山稔（最高位：前頭14枚目、所属：春日野部屋、* 1916年【大正5年】）[8]
- 9月11日 - 肥州山栄（最高位：関脇、所属：出羽海部屋、* 1906年【明治39年】）[9]
- 10月13日 - 清美川梅之（最高位：前頭筆頭、所属：伊勢ヶ濱部屋、* 1917年【大正6年】）[10]
- 12月5日 - 大岩山大五郎（最高位：前頭9枚目、所属：立浪部屋、年寄：鳴戸、* 1919年【大正8年】）[11]
- 12月29日 - 平錦芳次（最高位：大関（大阪相撲）、所属：藤嶋部屋、* 1890年【明治23年】）